# كانغ مين آه
كانغ مين آه (مواليد 20 مارس 1997) هي ممثلة كورية جنوبية، أشتهرت لدورها في مسلسل الجمال الحقيقي.

## اعمالها

### مسلسلات
- 2020: ذكرى - في دور تشو وون[3]
- 2020-21: الجمال الحقيقي - في دور سو أه[4]
- 2021: ما وراء الشر - في دور مين جونغ[5]
- 2021: الربيع الأزرق من مسافة بعيدة - في دور سو بين[6]
- 2022: غاس للإلكترونيات - في دور كانغ مي[7]

## روابط خارجية
- كانغ مين آه على موقع IMDb (الإنجليزية)
- كانغ مين آه على موقع قاعدة بيانات الفيلم (الإنجليزية)
- كانغ مين آه على موقع كينوبويسك (الروسية)